# Anche i cani vanno in paradiso - Un racconto di Natale
Anche i cani vanno in paradiso - Un racconto di Natale (An All Dogs Christmas Carol) è un film di animazione statunitense del 1998, diretto da Paul Sabella e distribuito dalla Metro Goldwyn Mayer direttamente nei mercati dell'home video. È il sequel dei film Charlie - Anche i cani vanno in paradiso e Le nuove avventure di Charlie.
È una rivisitazione del Canto di Natale di Charles Dickens.

## Trama
Il film racconta di come Charlie, il suo amico Itchy e Sasha cercano di far capire a Carface, che esige pesanti tributi di ossa dai cani del quartiere, il vero significato del Natale impersonando i tre fantasmi del racconto di Charles Dickens. Tutto questo per convincerlo a restituire i tributi e i soldi che aveva rubato dalla cassa di beneficenza per il piccolo Timmy, che ha una grave malattia. Charlie riuscirà a far capire al pentito Carface il vero spirito del Natale facendo rivivergli il suo passato, presente e futuro, e tutto questo prima che scada la mezzanotte, così da poter mandare in fumo il malefico piano di Belladonna, cugina malvagia di Annabelle e capo di Carface, che esige da tutti i cani della città i loro regali di Natale. L'indomani Carface sarà completamente cambiato e regalerà doni e ossa per tutti cani del quartiere.

## Home video
In Italia, il film uscì in VHS MGM Home Entertainment Inc. per Warner Home Video a novembre 1999.
La prima edizione DVD del 2003 da MGM per 20th Century Fox Home Entertainment